# Katarina II (album)
Katarina II je prvi album srpske rock grupe Ekatarina Velika. Album je izdan 1984. godine, a u to vrijeme bend nosi naziv Katarina II. Snimanje albuma započeto je u Beogradu, ali zbog mnogobrojnih problema, uglavnom vezanih za kvalitetu uvjeta rada, album je snimljen i izdat za slovensku diskografsku kuću ZKP RTLJ. 

## Pjesme
(Muzika i aranžman - Katarina II, tekstovi pjesama - Milan Mladenović, osim tamo gdje je drugačije naznačeno)
1. "Aut" - 3:47
2. "Vrt" - 3:43 (tekst: D. Mihajlović)
3. "Platforme" - 3:01 (tekst: D. Mihajlović)
4. "Radostan dan" - 4:06
5. "Geto" - 4:57
6. "Treba da se čisti" - 13:32 (tekst: M. Mladenović, D. Mihajlović)
7. "Ja znam" - 3:09
8. "Kad krenem ka" - 4:59 (tekst: M. Mladenović, M. Stefanović, B. Pečar)
9. "Treba da se čisti 2" (Instrumental) - 2:48
10. "Jesen" - 4:58

## Glazbenici

### Članovi grupe
- Milan Mladenović - glas, gitara
- Margita Stefanović - klavijature
- Dragomir Mihajlović - gitara
- Bojan Pečar - bas-gitara
- Ivan Vdović - bubnjevi

### Gosti
- Mario Čelik - Conga bubnjevi
- Jurij Novoselić (Film) - saksofon